# 波多野秀長
波多野 秀長（はたの ひでなが、生没年不詳）は、戦国時代の武将。通称は与三右衛門尉。波多野秀親は子とみられる。

## 略歴
丹波国の有力者・波多野秀忠の一族で、荒木清長とともにその重臣として仕えた。
秀忠が細川晴国に味方し、天文2年（1533年）以降、細川晴元と対立するとそれに従う。年未詳の穴太（京都府亀岡市）での合戦では、秀長に属し、晴国から感状を与えられた在地領主の長尾氏に知行地を与えるなどしており、在地領主に軍事動員をかけうる立場であったことがわかる。